# Banco BHD
El Banco BHD (oficialmente como; Banco Múltiple BHD, S. A. y sucesor del Banco Hipotecario Dominicano) es un banco financiero e hipotecario de capital privado de la República Dominicana fundado por Samuel Conde y un grupo de empresarios el 24 de julio de 1972, y desde entonces ha tenido numerosas alianzas y adquisiciones con otras organizaciones financieras del país. Su presidente actual es Steven Puig. Actualmente es el segundo banco privado más grande del país por activos, sólo por detrás del Banco Popular Dominicano.

## Historia
Fue fundado el 24 de julio de 1972 como Banco Hipotecario Dominicano por Samuel Conde Sosa (fallecido en 1988) y los empresarios Antonio Haché, José Antonio Caro Álvarez, Manuel Tavares Espaillat, Carlos Sully Fondeur, Sebastián Mera y Juan Bautista Vicini.
Aunque hoy es un banco múltiple, inicialmente fue fundado como hipotecario con la finalidad de desarrollar el mercado inmobiliario y la vivienda.
En 1999 concretó su primera alianza con el Banco Sabadell y en 2000 mediante un acuerdo por fusión por absorción con el Banco Fiduciario. En 2001 concretó  alianza con el Popular International Bank, Inc. de Puerto Rico y ya para 2006 había adquirido la cartera de negocios personales del Republic Bank y al año siguiente compró los préstamos y depósitos de la banca de empresas.
En 2008 surgió la vinculación de la Corporación Financiera Internacional (IFC), organismo multilateral de crédito e inversión del Grupo del Banco Mundial, como accionista y socio estratégico del Centro Financiero BHD.
En 2014, tras una fusión por aporte accionario entre el Banco Hipotecario Dominicano y el Banco León surge el Banco Múltiple BHD León. En marzo de 2022 se anunció que el Banco Múltiple BHD León volvería a llamarse sólo Banco BHD. El cambio se hizo efectivo el 1 de julio del mismo año.

## Pensiones
En 1998 se creó AFP Siembra una empresa especializada en el manejo de fondos de pensiones.